# Joseph Kono
Joseph Kono (nascido em 29 de dezembro de 1950) é um ex-ciclista olímpico camaronês. Kono representou o seu país durante os Jogos Olímpicos de Verão de 1972, 1976, 1980 e 1984.

## Palmarès
- 1961
  - Tour da Costa do Marfim
- 1962
  - Tour da Costa do Marfim
- 1965
  - Tour dos Camarões